# Licata
Licata (Alicata in siciliano) è un comune italiano di 34 068 abitanti del libero consorzio comunale di Agrigento in Sicilia. È considerata capoluogo della Piana di Licata ed è famosa per essere l'ultima colonia greca di Sicilia.

## Geografia fisica

### Geologia
La stratigrafia del sottosuolo di Licata è costituita dall'unità litostratigrafica Formazione Licata (OGNIBEN, 1954) che raggiunge lo spessore di circa 400 metri.

### Territorio
Il territorio comunale, che si estende per 24 km lungo la costa meridionale della Sicilia, è prevalentemente pianeggiante, con alcuni modesti rilievi collinari.
In generale può dirsi che la morfologia è fortemente caratterizzata dalla presenza del fiume Salso che ha dato origine ad una pianura alluvionale detta la Piana.
Il centro abitato è posizionato al limite occidentale del Golfo di Gela, ed è disposto a ridosso di una collina detta "la Montagna" (monte Sant'Angelo).
Il Salso sfocia nel mare di Licata con un estuario che divide quasi a metà l'area urbana. Il territorio di Licata confina ad est con il comune di Butera in coincidenza dal torrente Cantigaglione, che sfocia in località Punta Due Rocche.
Il territorio di Licata si sviluppa per circa 20 km su una costa a con morfologie diverse: ad est della città si hanno litorali sabbiosi, ad ovest suggestive scogliere si alternano a spiagge di ciottoli in un susseguirsi di promontori, baie piccole e grandi, con lunghi tratti di spiagge sabbiose.
Il litorale, sebbene segnato in varie parti dall'edificazione selvaggia degli anni settanta e ottanta, conserva caratteri di naturalità che ne fanno uno dei più belli di tutta la costa meridionale della Sicilia, soprattutto per l'alternarsi di ambienti sabbiosi e rocciosi caratterizzati dalla presenza di ampie praterie di Posidonia oceanica.
Tra il 2016 e il 2017 il sindaco Cambiano ha risanato parte della costa eseguendo l'abbattimento di 49 villette abusive su oltre 100 ordinanze di abbattimento della procura di Agrigento.

#### Spiagge

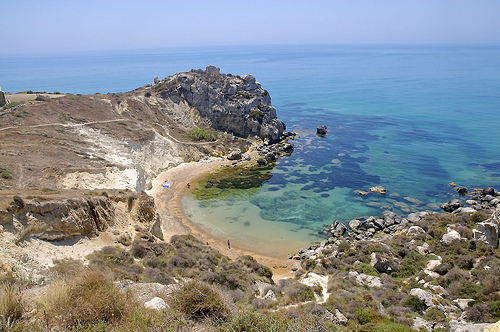
Cala Paradiso, Licata

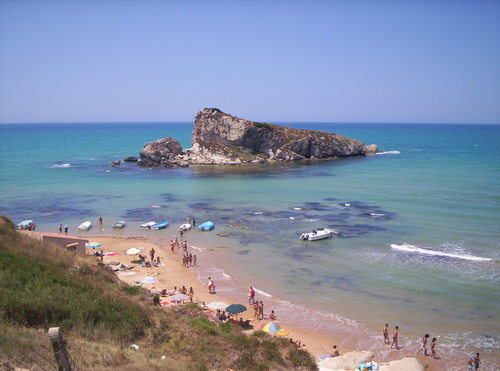
La rocca San Nicola

Le spiagge licatesi sono:
- Balatazze
- Caduta
- Cadutella
- Cala Mollaka o Cala Paradiso
- Canticaglione
- Cavalluccio
- Colonne
- Due Rocche
- Foce della Gallina
- La Rocca
- Lavanghe Monserrato
- Marianello
- Mollarella
- Montegrande
- Nicolizia
- Playa
- Poggio di Guardia
- Poliscia
- Pisciotto
- San Nicola
- Torre di Gaffe
- Trippodi

## Origini del nome
Il nome della città ha subito nei vari secoli molteplici variazioni. Ci si riferisce infatti all'attuale Licata con molti diversi nomi: Phintias, Alukatos, Limpiadum, Limpiados, Lecatam, Cathal, Katta, Licatam, Leocata, Alicata.
II nome di Licata appare, quasi nella forma attuale, in età normanna: nei secoli XI e XII, si ritrova Leocata, o Licata, assieme alla denominazione colta di Olimpiada, nome di origine greca. Il documento più antico che cita il nome di Licata è un atto di donazione da parte di Ruggiero d'Altavilla a Gerlando, vescovo di Agrigento, dove la città viene indicata con l'appellativo di Limpiadum. In un documento dello stesso anno, proveniente dall'archivio della cattedrale di Agrigento, figura invece con l'appellativo di Lecatam. Il Museo archeologico della Badia custodisce numerosi reperti che documentano l'antica storia della città.
Sul significato del nome sono state formulate molte ipotesi; tra le maggiormente accreditate vi sono la derivazioni dal greco Leucada (Λευκάδα), e quella che ne fa derivare il nome dal saraceno al-Kalata (rupe fortificata, castello, luogo forte). Altre ipotesi meno accreditate farebbero risalire il toponimo a tale Alì, signore del castello della città; da alikis (salsedine); da alik (sale) ed ata (presso) nell'idioma musulmano, con allusione al fatto che la città sorgeva presso il mare e il fiume salato; da alica, da intendersi come un cereale, simile al frumento che abbondava nelle campagne licatesi o come alga, ancora oggi in dialetto chiamata "àlica", di cui il mare di Licata è ricchissimo; da Lica, madre di Dafne, una delle divinità ctonie adorate anche nel territorio di Licata; da Halycon, nome greco del Salso; da Alico, altro appellativo geografico del Salso; da Aluca, città sorta sulle rovine di Finziade; da leon (leone) e cata (presso), con allusione forse a quel leone di grande altezza e di bella fattura, che anticamente era scolpito nella dura pietra della località Stretto, a 9 km dalla città e che secondo il Serrovira fu distrutto nel 1600 dallo spagnolo Emanuele Filiguerra. Secondo Benedetto Rocco, infine, Alicata deriva dall'accusativo del nome greco Halykada (città posta sul Salso).

## Storia

### Neolitico e Paleolitico
Le origini di Licata risalgono al neolitico stentinelliano (5° millennio a.C.), all'eneolitico di tipo San Cono e alla prima metà del bronzo di tipo castellucciano (2° millennio a.C.) e paleolitico superiore.

### Dai Fenici ai Romani
La città risulta frequentata dai Fenici che vi mercanteggiarono tra il XII e l'VIII secolo a.C. Alla fine del VII secolo a.C. i Geloi (abitanti dell'antica Gela) vi edificarono una stazione fortificata a guardia della foce del fiume Salso e nella prima metà del VI secolo a.C. Falaride, tiranno di Agrigento, vi costruì un frourion, un avamposto fortificato.
Nel 310 a.C. nei dintorni della città si svolse la battaglia del monte Ecnomo nella quale Agatocle venne battuto dai Cartaginesi. La città cadde nelle mani dei Cartaginesi. Fu liberata nel corso della prima guerra punica dai Romani in seguito ad un'importante battaglia navale, la battaglia di Capo Ecnomo, nella quale la flotta romana di Marco Attilio Regolo, sconfisse quella cartaginese.
Sotto i Romani Licata divenne un grande emporio commerciale.

### Dai bizantini ai Borboni

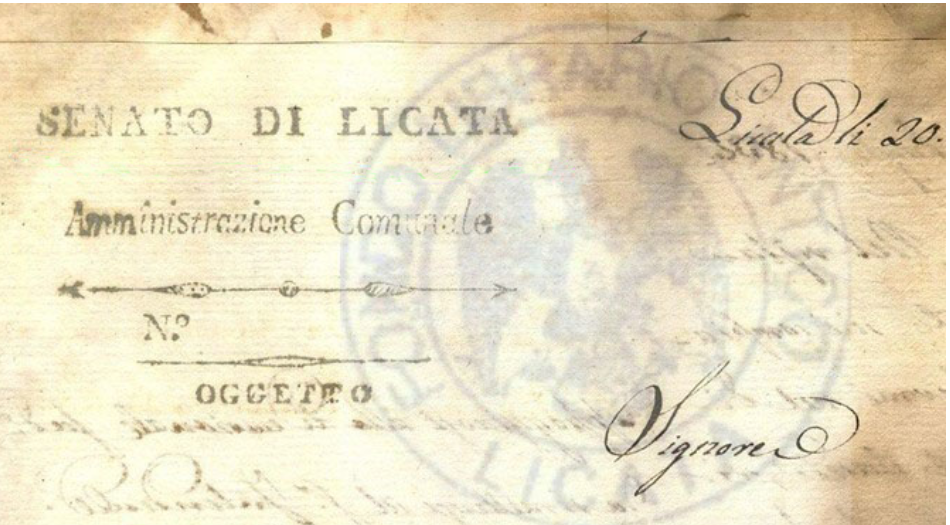
Decreto con il quale il re Ferdinando III concede il titolo di senato. Fondo Librario Antico.

Nel periodo bizantino venne edificato il castello a mare Lympiados. Nell'827 d.C. la città fu conquistata dal cadì Asad e rimase sotto i musulmani per più di due secoli. Fu espugnata dai Normanni il 25 luglio 1086.
Federico II annoverò Licata tra le 42 città demaniali della Sicilia concedendole nel 1234 il titolo di "Dilectissima", al quale nel 1447 il re Alfonso I unì quello di "Fidelissima".
L'11 luglio 1553 la città fu assalita e saccheggiata per sette giorni dall'ammiraglio turco Dragut che la distrusse quasi completamente.
Tra Seicento e Settecento la città si sviluppò sempre più all'interno della cinta muraria interamente ricostruita e si vestì di nuove e prestigiose architetture lungo l'asse del vecchio e nuovo Cassaro. L'antico porto divenne il "Regio Caricatore" di grano al quale approdavano velieri provenienti da tutto il Mediterraneo.
Il 10 luglio 1806 re Ferdinando III concesse il titolo di senato alla città di Licata e l'onore della toga ai giurati senatori.
Nel 1820 Licata si sollevò contro i Borboni. La resistenza contro il re di Napoli fu guidata dal patriota Matteo Vecchio Verderame che fondò nel suo sontuoso palazzo una delle prime logge massoniche della Sicilia. Dopo lo sbarco di Garibaldi, Licata inviò un proprio drappello di uomini armati al seguito di Menotti e ospitò Nino Bixio, nel palazzo del marchese Cannarella, il 20 luglio 1860.

### Nel regno d'Italia
Passata la Sicilia sotto il governo piemontese, fu di stanza a Licata in qualità di comandante della 9ª compagnia del 57º reggimento di fanteria, Edmondo De Amicis, l'autore del romanzo Cuore.
Nel 1870 Licata costruì a sue spese il ponte sul fiume Salso e nel 1872 il porto commerciale aprendo poi le strade di collegamento con le miniere di zolfo che determinarono la sua fortuna economica. La città divenne residenza abituale di facoltose famiglie e di numerose sedi consolari. Vennero edificati parecchi palazzi e ville Liberty, alcune progettate da Ernesto Basile ed affrescate da Salvatore Gregorietti. Nel 1881 venne raggiunta dalla ferrovia proveniente da Canicattì, importante veicolo di trasporto dei prodotti zolfiferi dell'interno. Lo zolfo alimentava ben cinque raffinerie, la più grande delle quali, costruita nel 1912 dalla ditta Alonso & Consoli di Catania, era forse la più importante d'Europa. Il 28 febbraio 1911 fu aperta la prima tratta della ferrovia a scartamento metrico tra Canicattì e Naro, il 4 dicembre 1911 fu raggiunta Camastra, infine il 7 ottobre 1915 il treno arrivò a Licata. Mulini, oleifici, fabbriche di ghiaccio, pastifici, nonché il grande stabilimento chimico della Società Montecatini e i primaticci della fertile piana costituivano le fonti del benessere di Licata.
Il 9 luglio 1943 sbarcò a Licata la 3ª divisione di fanteria USA nella spiaggia di Mollarella, 5 chilometri a ovest di Licata.
Sulle coste di Licata ebbero luogo le operazioni di sbarco della JOSS Force USA 3rd Infantry Division guidata dal Generale Lucian King Truscott, con a capo il generale Patton sbarco degli Alleati.

### Simboli
Lo stemma di Licata è stato riconosciuto con decreto del capo del governo del 7 dicembre 1939.
Titolo: Diletta; motto: Alicata.
Lo stemma è una scultura lignea raffigurante l'“aquila sveva” (da alcuni erroneamente confusa con l'“aquila aragonese”). Essa rappresentava l'emblema della potenza imperiale e veniva riconosciuta come distintivo d'onore delle città demaniali fedeli a Federico II di Svevia.
La rocca merlata, circondata dal mare, dalla quale si alzano quattro torri dorate di diversa fattura e altezza (il regio castello a mare di San Giacomo, il Castel Nuovo, il bastione armato di Mangiacasale e la torre Gioietta), rappresenta la città stessa delimitata da due distinti rami del fiume Salso che le conferivano la forma di un'isola.
Il gonfalone consiste in un drappo di rosso.

## Monumenti e luoghi d'interesse

### Architetture religiose
- Chiesa di Santa Maria La Nuova, chiesa madre: di impianto quattrocentesco e con rifacimenti di epoca barocca, ospita la Cappella del Cristo Nero;
- Chiesa di Santa Maria La Vetere, ubicata nel quartiere di Santa Maria, primitiva matrice, di origini due-trecentesche, primitivo cenobio dei religiosi benedettini poi transitato all'Ordine dei frati minori osservanti (Santa Maria di Gesù);
- Chiesa del Santissimo Salvatore;
- Chiesa del Carmine o di Maria Santissima del Carmelo e convento dell'Ordine carmelitano, il complesso duecentesco ha subito una riedificazione nel 1700 su disegno di Giovanni Biagio Amico;
- Chiesa di Maria Santissima del Quartiere;
- Chiesa di Maria Santissima della Carità;
- Chiesa di Sant'Agostino, di stile rococò, custodisce la statua lignea dell'Addolorata;
- Santuario di Sant'Angelo, ove sono custodite le reliquie del santo patrono cittadino;
- Chiesa di San Domenico e convento dell'Ordine dei Predicatori di San Domenico di Guzmán oggi adibito a istituto scolastico, nella chiesa barocca sono ospitate due opere di Filippo Paladini: Sant'Antonio Abate in cattedra (1603) e Santissima Trinità e i Santi (1611);
- Chiesa di San Francesco;
- Chiesa San Salvatore
- Chiesa di San Giacomo Apostolo o del Purgatorio;
- Chiesa di San Girolamo;
- Chiesa di San Paolo Apostolo dei Maltesi;
- Monastero di Santa Maria del Soccorso.

### Architetture civili
- Palazzo Bosio;
- Palazzo Cannada;
- Palazzo Cannarella;
- Palazzo Celestri;

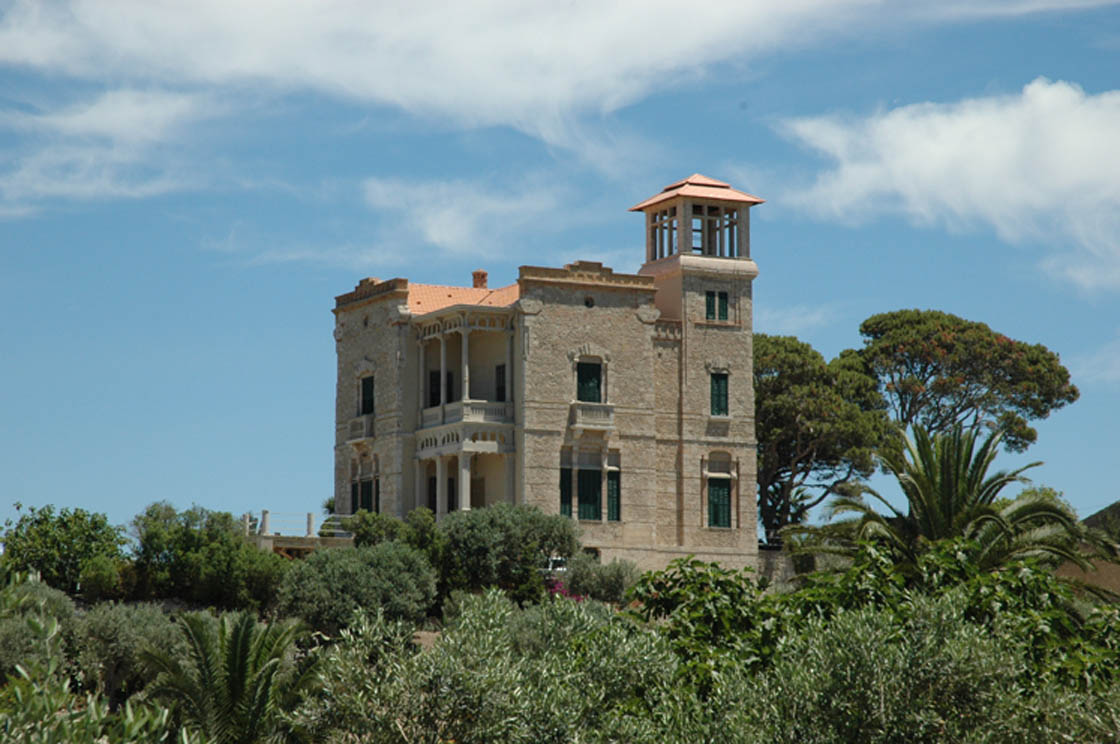
Villa Bosa

- Palazzo di Città, espressione del liberty siciliano, realizzato su progetto di Ernesto Basile;
- Palazzo Frangipane I;
- Palazzo Frangipane II;
- Palazzo Frangipane III;
- Palazzo La Lumia;
- Palazzo Minafria;
- Palazzo Re Grillo;
- Palazzo Vecchio Verderame;
- Teatro Re;
- Diverse ville liberty costruite sulla collina che si erge sulla città quali residenze delle famiglie nobili e borghesi degli inizi del Novecento.

### Architetture militari
- Castello di San Giacomo: demolito
- Castello Nuovo: demolito
- Castel Sant'Angelo: Forte di avvistamento spagnolo risalente alla fine del XVI secolo dal quale è visibile gran parte del litorale e della Piana di Licata.

### Aree archeologiche

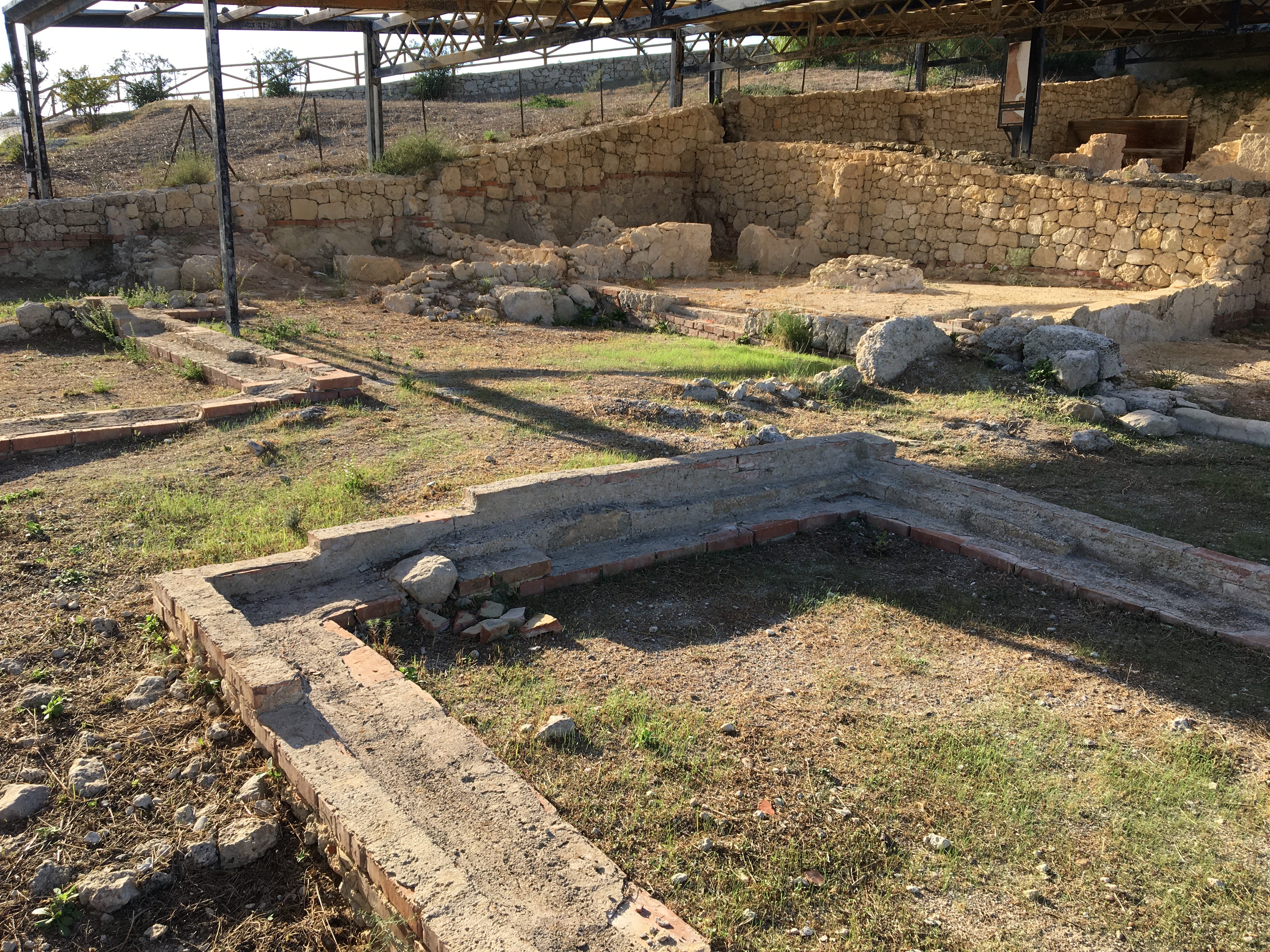
Resti di Finziade

Vari sono i ritrovamenti archeologici; tra questi il parco archeologico di Finziade, l'ipogeo Stagnone Pontillo, la necropoli a grotte artificiali di monte Petrulla, la Grangela (opera idraulica di epoca preellenistica), e il phrourion di Falaride (fortezza di epoca greca).

### Altre attrattive

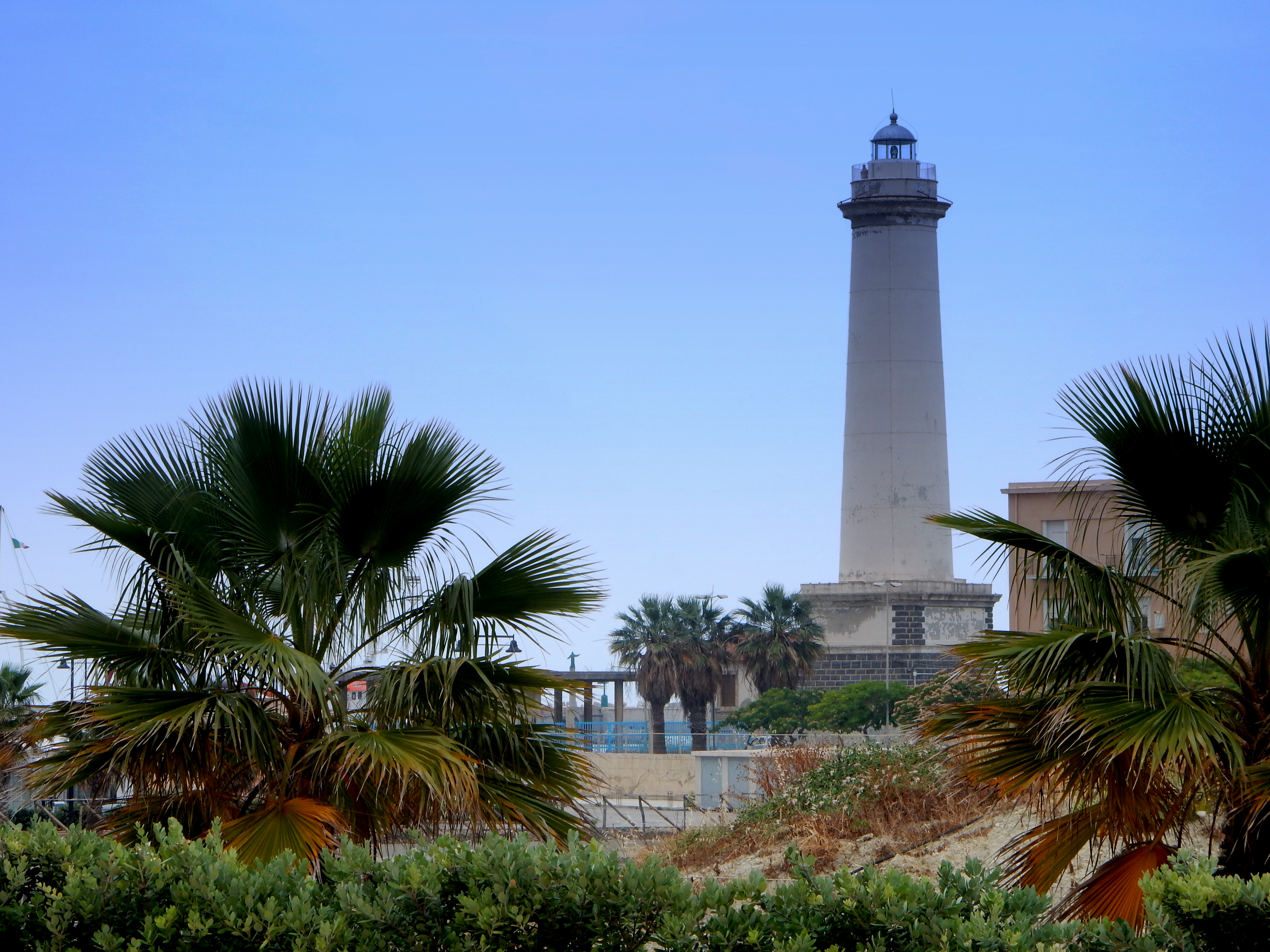
Faro di Licata

- Faro san Giacomo, tra i più alti d'Europa.[19]

## Società

### Evoluzione demografica
Abitanti censiti

#### AIRE
Licata è il primo comune italiano non capoluogo per numero di iscritti all'AIRE (Anagrafe degli italiani residenti all'estero), con 16 236 iscritti (ISTAT, 1 gen 2017).

### Tradizioni e folclore

#### Settimana Santa

##### L'Addolorata di Sant'Agostino
L'Addolorata di Sant'Agostino si svolge il venerdì prima della Domenica delle Palme. È una ricorrenza molto sentita e partecipata, ed apre di fatto le funzioni religiose della Settimana Santa. Il suo culto ha avuto inizio nel 1755;

##### Il Venerdì santo
Le funzioni della Settimana santa trovano il culmine nella processione del Venerdì santo, che si sviluppano in diverse fasi per tutto l'arco della giornata con diversi gruppi scultorei tra cui il Cristo Morto.

#### Sant'Angelo e le Feste di Maggio
Le festività cominciano nei primi giorni di maggio e proseguono il 5 maggio con la festa del patrono, Sant'Angelo Martire. 
La festa trova origine l'8 maggio 1457 a Licata nel Capitolo Provinciale dei PP. Carmelitani della Sicilia.
La mattina del 5 maggio sono caratteristiche le sfilate dei muli parati, che portano doni al Santo come ringraziamento, nella la seicentesca chiesa di Sant'Angelo, nel centro storico. La fase più caratteristica è la corsa lungo le vie della città dell'urna argentea seicentesca che custodisce i resti del santo, accompagnata da quattro ceri, macchine lignee seicentesche. L'urna viene trasportata dai marinai mentre i ceri da diverse categorie di lavoratori (massari, contadini, marinai, agricoltori e pecorari). Nella corsa le portantine vengono precedute e seguite da una folla di ragazzi che fa da apripista e coda e che prima della effettiva partenza canta cori e forma piccole torri umane con la presenza della banda. Durante il percorso dell'urna vengono gettati petali di fiori dai balconi sulla stessa e viene ripetuta la domanda "E k semmu surdi e muti?" tradotto: "E che siamo sordi e muti?", a cui la folla risponde "Evviva Sant'Angelo". La corsa rievoca la fuga messa in atto per mettere in salvo le reliquie durante le invasioni dei turchi. Sia portatori che corridori, insieme ad alcuni bambini, sono tradizionalmente scalzi e vestiti per l'occasione con l'uniforme da marinaio bianca con il colletto con patta blu, decorata con due stellette bianche agli angoli. La festa procede il giorno dopo con il palio a mare "u paliu" e con l'albero della cuccagna "a ‘ntinna".
La festa viene ripetuta la domenica successiva al ferragosto a commemorazione della liberazione della città dalla peste il 16 agosto 1625.

## Cultura

### Istruzione
- È presente una sede dell'università telematica eCampus.
- Liceo "Vincenzo Linares" (scientifico, classico, scienze umane, sportivo, linguistico)
- Istituto tecnico per geometri "Ines Giganti Curella"
- Istituto tecnico commerciale e alberghiero "Filippo Re Capriata"
- Istituto professionale chimico-biologico e meccanico-termico "Enrico Fermi"

### Cucina
Nella tradizione culinaria licatese, come invero accade anche nel resto della Sicilia e del Meridione d'Italia, in genere la preparazione di una specifica pietanza accompagna una particolare ricorrenza o evento della vita.
- Per il Venerdì Santo e per il Corpus Domini si preparano dei pani speciali chiamati muffuletti, impastati con farina, cannella, spezie e semi di anice;
- Il giorno di Pasqua ai bambini si regalano i Panarini (o Cannileri), preparati con farina "00" e uova sode.
- Il primo dell'anno si porta a tavola u' Taianu;
- Il giorno di San Giuseppe si prepara la tagliarina con il macco, pasta condita con purè di fave;
- La domenica, nel periodo estivo, era consuetudine preparare la lasagna, pasta fresca condita con sugo di pomodoro fresco (buttiglieddu) e ricotta salata. La tradizione vuole che sia servita su un pianale di legno (scanaturi) utilizzato per impastare la farina, e consumata dai commensali in comune senza l'uso di piatti.
- Per le festività natalizie si preparano i mastazzoli e i minnilati. Si tratta di dolci caratteristici della zona. I "mastazzoli" sono preparati con mosto cotto (u vinu cottu), succo di carrube, scorza d'arancia in polvere, pepe, zucchero, cannella e farina. I "minnilati" sono, invece, dolci preparati con mandorle, zucchero farina e buccia di limone grattugiata e aromi vari. Si prepara anche a pupa ch'i ficu, pane di grano duro e fichi secchi a forma di bambola.
- Tipica di Licata è la fauzza o fuazza[24], una pizza preparata con impasto da farina rimacinato, stesa in modo grossolano con uno spessore superiore al mezzo centimetro e condita con sarde salate, pomodoro buttiglieddu, aglio, olive nere, olio d'oliva, origano e pecorino locale.

## Geografia antropica

### Quartieri
- Piano Cannelle-Piano Bugiades
- Montecatini
- Bronx
- Loreto
- A'Cunsaria
- A'Cava
- Muntagna d'oru
- Zona Agnuna
- Sette Spade
- Cotturo
- Santa Barbara
- San Caloriu
- San Paolo
- Santa Maria
- Marina
- Quartiere Africano
- Oltreponte
- Fondachello
- Playa
- Villaggio dei Fiori
- Villaggio Agricolo
- Comuni-Camera

## Economia
L'economia è prevalentemente basata su agricoltura e pesca.
Un terzo settore di grossa rilevanza è il turismo sviluppatosi negli ultimi anni, grazie alla creazione di numerose infrastrutture turistiche-ricettive tra villaggi turistici, alberghi, resort e B&B distribuiti lungo la riviera di Ponente e Levante.

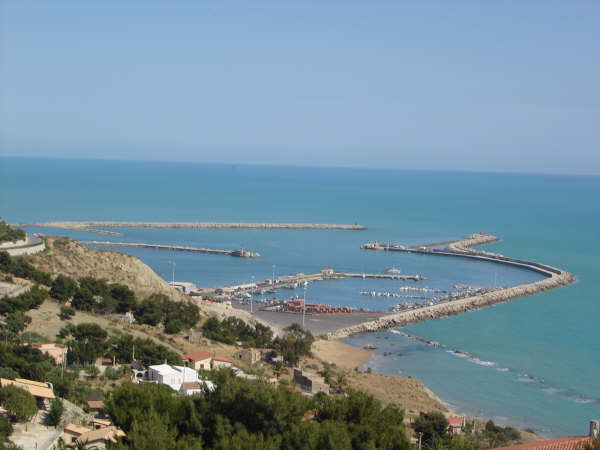
Il porto

Grande rilevanza ha avuto nei secoli il porto: nell'antichità è stato un importante punto di riferimento nel Mediterraneo per lo smistamento di merci, soprattutto del grano; in tempi più recenti, nella prima metà del Novecento, è stato largamente impiegato per la commercializzazione dello zolfo proveniente dalle miniere della Sicilia centro-meridionale.
Il porto licatese fu uno dei primi porti intermodali dell'isola, in quanto il sistema portuale era combinato al sistema ferroviario, grazie alla creazione di una linea di raccordo che collegava la stazione centrale con la stazione marittima e la stazione porto.
Le numerosi merci in prevalenza zolfifera venivano smerciati attraverso questa nuova rete realizzata verso la fine dell'800. La linea rimase attiva fino agli anni '80 dismessa per via della forte concorrenza del gommato. L'ultimo treno merci in partenza dal porto commerciale di Licata, fu il diretto Licata-Bologna.
Progressivamente la valenza commerciale ha subito un ridimensionamento cosicché, ad oggi, risultano essere prevalenti le attività legate alla pesca, composta da una flotta di barche di medie e piccole imbarcazioni.
L'attività mercantile si è sviluppata, grazie ad alcune attività produttive locali che utilizzano lo scalo per importare ed esportare i loro prodotti.
È inoltre operativo un porto turistico privato (Marina di Cala del Sole), disponente di circa 400 posti barca.
Di primaria importanza è la cantieristica navale.
Maestri d'ascia ed antiche tradizioni nella lavorazione delle barche, fanno del porto di Licata uno dei maggiori poli cantieristici del sud Italia. Grazie all'utilizzo delle antiche attrezzature che fanno della cantieristica navale locale un vanto per tutta l'isola e non.

## Infrastrutture e trasporti

### Strade
I collegamenti stradali tra Licata e altre città siciliane sono assicurati tramite strade extraurbane secondarie:
- Strada statale 115 Sud Occidentale Sicula collega Licata con Agrigento, Ragusa, Siracusa e Trapani.
- Strada statale 123 di Licata, collega Licata con Campobello di Licata e Canicattì.
- Strada statale 626 dir Licata-Braemi (incompleta negli ultimi 11 km), collega alla Strada statale 626 della Valle del Salso.

### Ferrovie
La città di Licata è attraversata dalla linea Siracusa-Canicattì. La stazione è situata nel centro cittadino; un tempo da qui si diramava la linea per Agrigento e Naro.

### Mobilità urbana
- Autobus urbani

Il servizio di trasporto urbano su gomma è curato dall'azienda Ibla Tour ed è servito da 7 linee che collegano il centro della città con i quartieri periferici, più 2 linee di collegamento nel periodo estivo verso le frazioni della costa.
- Autobus extraurbani

Il terminal dei bus extraurbani è sito in piazzale Martiri delle Foibe.
Le destinazioni riguardano i collegamenti verso Palermo, Catania, Caltanissetta, Agrigento, Gela, Canicattì, Palma di Montechiaro, Naro, Camastra, Ravanusa, Campobello di Licata, Sommatino, San Cataldo, Serradifalco, Riesi, Mazzarino, Barrafranca, Pietraperzia.

## Amministrazione
Di seguito è presentata una tabella relativa alle amministrazioni che si sono succedute in questo comune.
| Periodo         | Periodo         | Primo cittadino                                       | Partito              | Carica              | Note          |
| --------------- | --------------- | ----------------------------------------------------- | -------------------- | ------------------- | ------------- |
| 2 maggio 1988   | 25 maggio 1989  | G. Battista Platamone                                 | Democrazia Cristiana | Sindaco             | [ 25 ]        |
| 22 giugno 1989  | 29 ottobre 1991 | Antonino Amato                                        | Democrazia Cristiana | Sindaco             | [ 25 ]        |
| 29 ottobre 1991 | 31 luglio 1992  | Vincenzo Marrali                                      |                      | Comm. straordinario | [ 25 ]        |
| 31 luglio 1992  | 29 giugno 1994  | Giuseppe Di Cesare Salvatore Petralito Nicola Diomede |                      | Comm. straordinari  | [ 25 ] [ 26 ] |
| 29 giugno 1994  | 8 giugno 1998   | Ernesto Licata                                        | Progressisti         | Sindaco             | [ 25 ]        |
| 8 giugno 1998   | 10 giugno 2003  | Giovanni Saito                                        | Casa delle Libertà   | Sindaco             | [ 25 ]        |
| 10 giugno 2003  | 1º luglio 2008  | Angelo Biondi                                         | Casa delle Libertà   | Sindaco             | [ 25 ]        |
| 1º luglio 2008  | 11 giugno 2013  | Angelo Graci                                          | lista civica         | Sindaco             | [ 25 ]        |
| 11 giugno 2013  | 12 agosto 2014  | Angelo Balsamo                                        | lista civica         | Sindaco             | [ 25 ]        |
| 12 agosto 2014  | 2 dicembre 2014 | Dario Cartabellotta                                   |                      | Comm. straordinario | [ 25 ]        |
| 3 dicembre 2014 | 20 giugno 2015  | Maria Grazia Brandara                                 |                      | Comm. straordinario | [ 25 ]        |
| 20 giugno 2015  | 11 agosto 2017  | Angelo Cambiano                                       | lista civica         | Sindaco             | [ 25 ]        |
| 22 agosto 2017  | 18 maggio 2018  | Maria Grazia Brandara                                 |                      | Comm. straordinario | [ 25 ]        |
| 19 maggio 2018  | 17 giugno 2018  | Maria Elena Volpes                                    |                      | Comm. straordinario | [ 25 ]        |
| 17 giugno 2018  | 29 maggio 2023  | Giuseppe Galanti                                      | lista civica         | Sindaco             | [ 25 ]        |
| 29 maggio 2023  | "in carica"     | Angelo Balsamo                                        | lista civica         | Sindaco             | [ 25 ]        |

### Gemellaggi
- Reinheim
- Cestas
- Birgu
- Fleurus

### Altre informazioni amministrative
Il comune di Licata fa parte delle seguenti organizzazioni sovracomunali: regione agraria n.6 (Colline litoranee).

## Sport
Hanno sede nel comune: la società di calcio Licata, che dalla stagione 2025/26 militerà in Eccellenza e che in passato ha disputato per 2 volte la serie B e ben 17 volte campionati professionistici. Sono presenti anche la squadra femminile di pallamano Halikada, militante in Serie A2, la società di pallavolo Limpiados e la società di pallacanestro Studentesca Licata.

### Impianti sportivi
- Stadio comunale Dino Liotta
- Stadio comunale Calogero Saporito
- Palasport Nicolò Fragapane